# Алмендра
Алмендра (порт. Almendra)  —  населённый пункт и район в Португалии,  входит в округ Гуарда. Является составной частью муниципалитета  Вила-Нова-де-Фош-Коа. По старому административному делению входил в провинцию Траз-уж-Монтиш и Алту-Дору. Входит в экономико-статистический  субрегион Доуру, который входит в Северный регион. Население составляет 457 человек на 2001 год. Занимает площадь 54,51 км².
Покровителем района считается Дева Мария (порт. Maria).